# Röderaue
Röderaue est une commune de Saxe (Allemagne) située dans l'arrondissement de Meissen, dans le district de Dresde.